# Krasnoufimsk
Krasnoufimsk (rusky Красноуфимск) je město ve Sverdlovské oblasti v Ruské federaci. Při sčítání lidu v roce 2010 měl bezmála čtyřicet tisíc obyvatel.

## Poloha a doprava
Krasnoufimsk leží na západní straně Středního Uralu na pravém, západním břehu Ufy, levého přítoku Belaji v povodí Kamy. Od Jekatěrinburga, správního střediska oblasti, je vzdálen přibližně 220 kilometrů západně.
Přes město vede od roku 1924 železniční trať z Kazaně do Jekatěrinburgu.

## Dějiny
Krasnoufimsk vznikl v roce 1736 jako ostrog.
Městem je Krasnoufimsk od roku 1781.